# Dpick
Dpick（ディーピック）は、Dpick株式会社が運営する、大学、学部、サークルの枠を超えて、学生同士が交流するためのソーシャル・ネットワーキング・サービス(SNS)である。

## 概要
2015年11月にサービスを開始。同時期に開始したカレッジーノやLEMONと並び、日本では最も早い時期から大学生限定で展開しているSNSである。
当初Dpickは、早稲田大学と慶應義塾大学の学生のみ利用登録が可能であったが、次第に対象校を広げ、現在は日本のほぼ全ての大学で利用可能となっており、現在は大学生限定のSNSとして日本最大の規模となっている。
サービス開始当初は、都内上位校を中心に利用者数が増えていったため、東京大学、早稲田大学、慶應大学、GMARCH等の学生に多く利用されている。
運営会社のDpick株式会社は2017年1月に設立されている。
サービス名の由来は、「Destiny（運命）」と「Pick（ピックアップする）」を組み合わせた造語で、毎晩午前0時に誰かのプロフィールが書かれたカードが配られる機能を象徴していると考えられる。
しかし、マッチング機能を持ったサービスには珍しく、利用規約で「対面で出会うことを促す内容を書き込む行為」や「個人情報の交換を行う行為」が制限されていることが特徴である。
Dpickには談話室と呼ばれる掲示板が設置されており、投稿する際に大学名を表示させるか、匿名の大学名を表示させるかを選択することが出来る。
2ちゃんねるをはじめとする一般の匿名掲示板のような攻撃的な投稿が少なくいことが特徴で、特に多くの女性に支持されている。
現在DpickはiOS搭載端末でアプリケーションを展開しているほか、WEBアプリケーションも存在する。
2018年7月にはAndroidアプリの提供開始。
2018年9月30日をもってサービスを終了した。

## キャッチコピー
「大学生集合！恋愛から就活まで、本音で語れるSNS」がコンセプトである。
アプリダウンロードページでは「大学、学部、サークルの枠を超えて、違う考えを持った学生同士が交流し、アットホームに語り合う場を作りたいという思いから始まった」とされている。

## 機能
大きく分けて「カード」と呼ばれるマッチング機能と、「談話室」と呼ばれる匿名掲示板、個別でメッセージを交換するメッセージ機能に分類される。

### 談話室（匿名掲示板）[2]
全国の大学生と語り合うための掲示板であり、2017年9月時点で以下のカテゴリーが用意されている。
それぞれのカテゴリーは人気順と新着順に並べ替えることが出来る。
独り言とDpickを除くカテゴリーには50文字以下の投稿が出来ないため、長文の投稿が多い傾向がある。

#### カテゴリー一覧
2017年9月時点のカテゴリーである。

##### 総合
各カテゴリーの投稿が集約されている。

##### 恋愛
恋愛について話すカテゴリーである。
周りの友達に言えないような恋の悩みや、「彼氏が好きすぎて困る」などの惚気話などが盛んに投稿されている。

##### 今日のワロタ
笑える投稿のみが許されたカテゴリーである。
笑えない投稿は、運営によって独り言に移動される。

#### ファッション・美容
ファッションに関する話題、美容情報について語り合うカテゴリーである。
服やアクセサリーの紹介、オススメのコスメについて情報交換がされている。

##### 独り言
投稿内容に関する制限のない唯一のカテゴリーである。

##### ライフ
大学生活の出来事や悩みについての会話を楽しむカテゴリーである。

##### 大人の部屋
性に関する投稿をするカテゴリーである。
個人情報の開示、ならびに肉体関係を求める投稿は利用規約違反となる。

##### 就活
就職活動について情報共有ができるカテゴリーである。
エントリーシートの書き方や、面接のコツなどの情報交換がされている。

##### Dpick
Dpickに関する意見を交換するカテゴリーである。
バグの報告や、アプリに関する感想、要望などを行うと、運営のマスコットキャラクターから返信があることがある。

##### 勉強・資格・留学
授業の情報共有や資格勉強、留学についての相談を行うカテゴリーである。

##### バイトのはなし
バイト先であったおもしろエピソード、苦労話、あるある話などを語り合うカテゴリーである。
バイトの勧誘や募集、またはそれに準ずる投稿は禁止されている。

##### ガールズ
女性のみ投稿可能なジャンル。

##### グルメ
キャンパス周辺のおすすめグルメ情報、美味しいレシピ、女子会やデートで使えるレストランやカフェなどの情報交換がされている。

##### ニュース
世の中で起きた事件や、芸能ニュースについて意見を交換するカテゴリーである。

#### 掲示板内での友達申請機能
談話室内でにあるプラスボタンをタップすると、1日3回まで友達リクエストを送ることが出来る。
友達リクエストが相手に承認されると、友達になり、個別でメッセージを送り合うことが出来る。

### カード
毎晩午前0時以降に、誰かのプロフィールが書かれたカードが1枚届く。
お互い友達リクエストを承認すると友達になることが出来るが、1度でもカードを見送るともう２度と同じカードが配られることはない。
友達になると、個別でメッセージを送り合うこと出来る。

### メッセージ
友達になった相手と、メッセージを送り合うことが出来る。その他のSNSアプリケーションのメッセージ機能と同じく、チャット形式でのメッセージのやり取りが可能。
アプリ内に用意されたスタンプを送信することが出来る。

## キャラクター
Dpickにはメインキャラクターの雪だるまをはじめとし、様々なキャラクターが登場する。

### 雪だるまくん
Dpickのマスコットキャラクター。談話室で度々登場する。
カードをひく時は神秘的なイメージを醸し出しているが、掲示板では少しおっちょこちょいな面や腹黒いキャラクターが見受けられることがある。2017年には命が吹き込まれ、対話できるようになる。

### ピヨちゃん
スタンプで登場したかわいらしいキャラクター。